# Râul Valea Seacă, Secaș
Râul Valea Seacă este un curs de apă, afluent al râului Secaș. 